# Jorge Ibáñez (músico)
Jorge Ibáñez (La Paz, 1960) es un compositor, pianista y profesor boliviano, residente en Estados Unidos. Es creador de música sinfónica y de cámara, poseedor de una amplia y solvente formación con una gran inventiva musical basada en la cultura boliviana.

## Biografía
Pianista y compositor nació en La Paz, egresó de la carrera de piano del Conservatorio Nacional de Música de La Paz. Graduate Diploma in Piano Performance (1990) en el Longy School of Music of Bard College de Cambridge, Massachusetts, Bachelor of Music Composition (1993) en el Conservatorio de Música de Nueva Inglaterra en Boston, Master of Music Composition (1995) en la Universidad Carnegie Mellon, Pittsburg, y Doctor of Musical Arts: ABD en la Universidad de Boston.
Trabajó como Profesor de música, de dirección coral, entrenamiento auditivo, solfeo, historia de la música, piano, teoría y composición en las Universidades de Boston y Carnegie Mellon entre otras instituciones. Profesores de piano: Sally Pinkas, Guy Urban, Gustavo Navarre y Alicia de Justiniano. Profesores de composición: Lukas Foss, Theodore Antoniou, Leonardo Balada, Malcom Peyton, John McDonald y Robert Kyr. Profesores de Dirección: Theodore Antoniou y Grant Llewelyn. 
Fue pianista de la orquesta sinfónica y ensamble contemporáneo de la Universidad Carnegie Mellon, en varios grupos de cámara y solista en numerosas oportunidades.

## Premios
Segundo premio: Concurso de composición Nacional Simón Bolívar en Bolivia
Segundo premio: Concurso de piano Humberto Viscarra Monje en Bolivia
Tercer premio: Concurso de composición de obras pianísticas para niños Teresa Rivero de Sthalie en Bolivia
Mención de honor: Concurso de composición Carnegie Mellon University

## Obras estrenadas (selección)
- Dos Canciones (1983) para soprano y piano

- Sonata para violín y piano (1987)

- Tres piezas en estilo folklórico (1989)

- Aire (1990) para flauta barroca y clavicordio

- Solo para viola (1991)

- Canciones Quechuas para orquesta de cámara (1993)

- Quintet (1993-94) para cuarteto de cuerdas y piano

- Homage for orchestra (1995) Carnegie Mellon University Symphony Orchestra, Juan Pablo Izquierdo, dir.

- Kaleidoscope (1996) para piano

- Aire II (1997) para flauta y piano

- 10 contemplaciones (1998) para piano

- Seis piezas Bolivianas para Niños (1998) para piano

- Tres canciones bolivianas "Aymara Passage" (arreglo) (2001) para Marimba y piano